# 露芙·歌頓
露芙·歌頓·琼斯（英語：Ruth Gordon Jones，1896年10月30日—1985年8月28日）是一名美國女演員、劇作家，曾凭借电影《罗斯玛丽的婴儿》贏得奧斯卡最佳女配角獎。